# Електрофоретичний ефект
Еле́ктрофорети́чний ефект (рос. электро[ионо]форетический эффект, англ. electrophoretic effect) — гальмування руху йона в електричному полі внаслідок того, що він пересувається в напрямкові, протилежному до руху навколишніх протийонів разом з їх сольватними оболонками (йонної атмосфери).